# Man of the Woods (brano musicale)
Man of the Woods è un brano musicale del cantautore statunitense Justin Timberlake, quarta traccia dell'album omonimo.

## Video musicale
Non essendo stato pubblicato come singolo ufficiale, per il brano è stato realizzato un videoclip diretto da Paul Hunter e pubblicato il 1º febbraio 2018 sul canale Vevo-YouTube del cantante.